# Todd Krygier
Todd Krygier (* 12. října 1965 v Chicago Heights, Illinois) je bývalý americký hokejový útočník.

## Hráčská kariéra
Ve vysokoškolské lize NCAA hrál za jediný tým University of Connecticut v letech 1984/88, v posledních dvou sezónách byl zvolen kapitán mužstva. V roce 1988 byl dodatkově draftovát týmem Hartford Whalers v prvním kole ze 16. místa. Do prvních zápasů v profesionální lize se zapojil v nižší zámořské lize AHL, kde hrával za klub New Haven Nighthawks. I v následující sezóně 1988/89 zůstal v lize AHL, hrával za farmářský celek Hartfordu Binghamton Whalers. Do hlavního týmu Hartford Whalers se dostal v sezóně 1989/90, kde strávil většinu sezóny. V Hartford Whalers si upevnil místo v hlavní soupisce i v následujícím ročníku a podruhé si s týmem zahrál playoff.
V roce 1991 byl vyměněn do týmu Washington Capitals. V prvním ročníku za Capitals si vytvořil osobní rekord v trestných minutách, celkem dostal za sezónu 1991/92 107 trestných minut. Během tří odehraných sezón v Capitals si pokaždé zahrál s týmem playoff. V roce 1994 byl vyměněn do týmu Anaheim Mighty Ducks. Za klub Anaheim Mighty Ducks odehrál pouze sezónu a půl, v sezóně 1995/96 získal nazpět útočníka Krygiera. Návrat do bývalého působiště Capitals stihl odehrát za klub v základní části šestnáct zápasů v nichž nasbíral jedenáct bodů a v součtu nasbíraných kanadských bodů s Anaheim Mighty Ducks a Washington Capitals, byla pro něho nejlepší sezóna.
V sezóně 1997/98 pomohl týmu k postupu do playoff i když odehrál šest zápasů na farmě Portland Pirates. Prvním soupeřem byl Boston Bruins, ve kterém odehrál čtyři zápasy v nichž si připsal dvě asistence, Capitals porazil Bruins 4:2 na zápasy. Dalším soupeřem byl Ottawa Senators, proti kterému nastoupil ve dvou utkání, ve kterých nebodoval. Capitals porazil Senators 4:1. Do finálové série vyzval Capitals Buffalo Sabres, kterého porazili na série 4:2. Ve druhém zápase proti Sabres vstřelil v prodloužení vítězný gól českému brankáři Dominiku Haškovi a srovnal tim sérii na 1:1. Finálovou část playoff proti Detroit Red Wings prohrál Capitals 0:4 na série. Krygier k prvnímu utkáni nenastoupil, ke zbylým tří utkáni nastoupil. Závěrečnou část kariéry odehrál v lize IHL za klub Orlando Solar Bears, jenž strávil poslední dvě sezóny hráčské kariéry.

## Prvenství
- Debut v NHL - 5. října 1989 (Hartford Whalers proti Montreal Canadiens)
- První gól v NHL - 8. října 1989 (Quebec Nordiques proti Hartford Whalers, kanadskému brankáři Stephane Fiset)
- První asistence v NHL - 8. října 1989 (Quebec Nordiques proti Hartford Whalers)

## Klubové statistiky
| Sezóna       | Klub                      | Soutěž       |     | Základní část | Základní část | Základní část | Základní část | Základní část |    | Play off | Play off | Play off | Play off | Play off |
| Sezóna       | Klub                      | Soutěž       | Z   | G             | A             | B             | TM            | Z             | G  | A        | B        | TM       |          |          |
| 1984/1985    | University of Connecticut | NCAA III     | 14  | 14            | 11            | 25            | 12            | —             | —  | —        | —        | —        |          |          |
| 1985/1986    | University of Connecticut | NCAA III     | 32  | 29            | 27            | 56            | 46            | —             | —  | —        | —        | —        |          |          |
| 1986/1987    | University of Connecticut | NCAA III     | 28  | 24            | 24            | 48            | 44            | —             | —  | —        | —        | —        |          |          |
| 1987/1988    | University of Connecticut | NCAA III     | 27  | 32            | 39            | 71            | 28            | —             | —  | —        | —        | —        |          |          |
| 1987/1988    | New Haven Nighthawks      | AHL          | 13  | 1             | 5             | 6             | 34            | —             | —  | —        | —        | —        |          |          |
| 1988/1989    | Binghamton Whalers        | AHL          | 76  | 26            | 42            | 68            | 77            | —             | —  | —        | —        | —        |          |          |
| 1989/1990    | Hartford Whalers          | NHL          | 58  | 18            | 12            | 30            | 52            | 7             | 2  | 1        | 3        | 4        |          |          |
| 1989/1990    | Binghamton Whalers        | AHL          | 12  | 1             | 9             | 10            | 16            | —             | —  | —        | —        | —        |          |          |
| 1990/1991    | Hartford Whalers          | NHL          | 72  | 13            | 17            | 30            | 95            | 6             | 0  | 2        | 2        | 0        |          |          |
| 1991/1992    | Washington Capitals       | NHL          | 67  | 13            | 17            | 30            | 107           | 5             | 2  | 1        | 3        | 4        |          |          |
| 1992/1993    | Washington Capitals       | NHL          | 77  | 11            | 12            | 23            | 60            | 6             | 1  | 1        | 2        | 4        |          |          |
| 1993/1994    | Washington Capitals       | NHL          | 66  | 12            | 18            | 30            | 60            | 5             | 2  | 0        | 2        | 10       |          |          |
| 1994/1995    | Anaheim Mighty Ducks      | NHL          | 35  | 11            | 11            | 22            | 10            | —             | —  | —        | —        | —        |          |          |
| 1995/1996    | Anaheim Mighty Ducks      | NHL          | 60  | 9             | 28            | 37            | 70            | —             | —  | —        | —        | —        |          |          |
| 1995/1996    | Washington Capitals       | NHL          | 16  | 6             | 5             | 11            | 12            | 6             | 2  | 0        | 2        | 12       |          |          |
| 1996/1997    | Washington Capitals       | NHL          | 47  | 5             | 11            | 16            | 37            | —             | —  | —        | —        | —        |          |          |
| 1997/1998    | Washington Capitals       | NHL          | 45  | 2             | 12            | 14            | 30            | 13            | 1  | 2        | 3        | 6        |          |          |
| 1997/1998    | Portland Pirates          | AHL          | 6   | 3             | 4             | 7             | 6             | —             | —  | —        | —        | —        |          |          |
| 1998/1999    | Orlando Solar Bears       | IHL          | 65  | 19            | 40            | 59            | 82            | 17            | 9  | 10       | 19       | 16       |          |          |
| 1999/2000    | Orlando Solar Bears       | IHL          | 28  | 7             | 13            | 20            | 12            | 6             | 2  | 1        | 3        | 2        |          |          |
| Celkem v NHL | Celkem v NHL              | Celkem v NHL | 543 | 100           | 143           | 243           | 533           | 48            | 10 | 7        | 17       | 40       |          |          |
| Celkem v AHL | Celkem v AHL              | Celkem v AHL | 107 | 31            | 60            | 91            | 133           | —             | —  | —        | —        | —        |          |          |
| Celkem v IHL | Celkem v IHL              | Celkem v IHL | 93  | 26            | 53            | 79            | 94            | 23            | 11 | 11       | 22       | 18       |          |          |

## Reprezentace
| Rok                       | Tým                       | Soutěž                    | Z  | G | A | B  | TM |
| ------------------------- | ------------------------- | ------------------------- | -- | - | - | -- | -- |
| 1991                      | USA                       | MS                        | 10 | 4 | 4 | 8  | 12 |
| 1992                      | USA                       | MS                        | 1  | 0 | 0 | 0  | 2  |
| 1997                      | USA                       | MS                        | 8  | 1 | 1 | 2  | 6  |
| Seniorská kariéra celkově | Seniorská kariéra celkově | Seniorská kariéra celkově | 19 | 5 | 5 | 10 | 20 |